# Peucins
Els peucins (llatí: Peucini; grec antic: Πευκῖνοι) eren una branca del poble germànic dels bastarnes, que vivien a l'illa de Peuce, una illa del Danubi, segons diu Tàcit a Germània.
Ammià Marcel·lí els anomena peuci, Zòsim com a Πεῦκαι (peucai) i Jordanes com a Peuceni, nom que també apareix en diversos manuscrits d'Estrabó.